# Pont basculant de la Seyne-sur-Mer

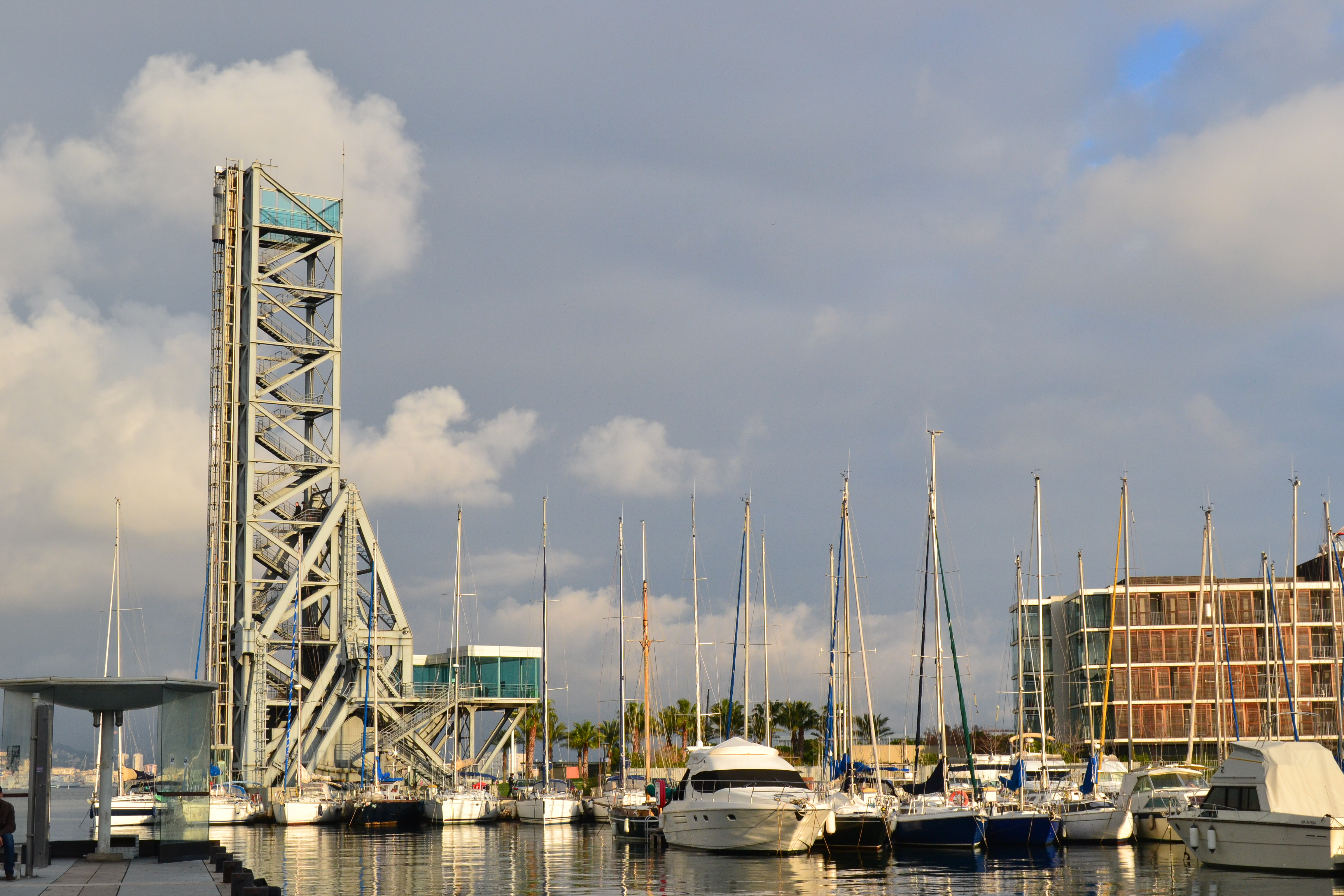
Die Klappbrücke als Aussichtsturm (2015)

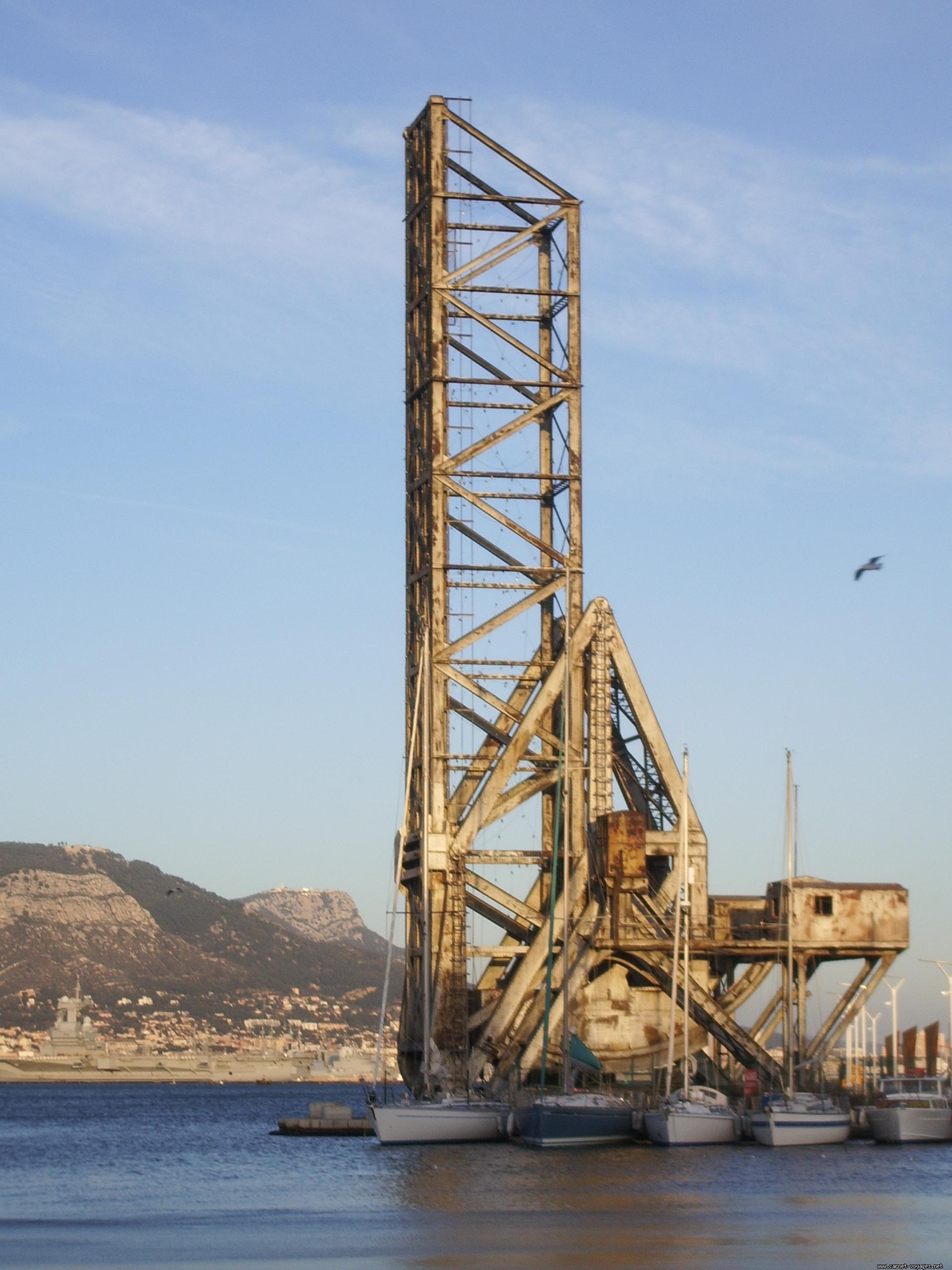
Die Klappbrücke vor ihrer Umgestaltung zum Aussichtsturm

Die Pont basculant de la Seyne-sur-Mer ist eine einstige Strauss-Klappbrücke in La Seyne-sur-Mer in Frankreich. Sie diente ursprünglich als Eisenbahnbrücke. Heute ist sie permanent geöffnet und dient als Aussichtsturm.
Die Brücke wurde 1913 beim Unternehmen Daydé in Auftrag gegeben; die Inbetriebnahme erfolgte 1920. Von da an musste die Eisenbahn nicht mehr durch die Innenstadt zu den Schiffswerften fahren. 1986 wurde die Brücke in der Senkrechtstellung arretiert. Die Restaurierung begann im Jahr 2007 und endete am 26. Juni 2009. Seitdem kann die Aussichtsplattform in 42 m Höhe mithilfe eines Aufzugs erreicht werden. Im ersten Stock der Brücke befindet sich eine Ausstellung über die Funktionsweise der Brücke.